# Park Lingezegen
Park Lingezegen is een landschapspark in de Nederlandse provincie Gelderland tussen Driel, Arnhem-Zuid en Huissen in het noorden en Elst, Ressen (gemeente Nijmegen), Ressen (gemeente Lingewaard), Nijmegen-Lent en Bemmel in het zuiden. In het park wordt plaats geboden aan landbouw, recreatie en nieuwe natuur. Het totale oppervlak bedraagt 1700 hectare. De dubbelzinnige naam van het park is samengesteld uit de naam Linge en de zegen, zoals de gewestelijke benaming luidt van de doorgaans gegraven afwateringssloten, met name in de Betuwe, waarin het water uit kavelsloten wordt verzameld en die in de Linge uitmonden. Het park werd in verband met de bouw van nabije Vinex-wijk in 1993 bedacht, om te voorkomen dat Arnhem en Nijmegen aan elkaar zouden groeien. Het werd ten slotte in 2020 geopend.

## Deelgebieden
Het gebied bestaat uit zes deelgebieden, die elk een eigen accent hebben. Deze gebieden zijn: De Park (stadspark) en Het Waterrijk (water) ten noorden van de Linge, Het Landbouwland (landbouw) dat ten zuiden van de Linge ligt, De Buitens (cultuur- en natuurlandschap) en Het Vierdaagsebos (bos van 2,5 hectare) in het midden en De Woerdt (overgang stad naar platteland) in het zuiden. Het park wordt in grote delen aangelegd rond de wetering de Linge en verleent het kanaal daar een diervriendelijker karakter, mede omdat de steile kades worden vervangen door glooiende oevers.
De contouren van het voormalige Huis te Ressen zijn in betonblokken weergegeven.

## Recreatie en verkeer
Voor fietsers en wandelaars zijn in het park allerlei routes uitgezet, er zijn parkeerplaatsen, horecagelegenheden, boerderijwinkels, overnachtingsmogelijkheden, zwemgelegenheden, vislocaties en hondenuitlaatgebieden. Het RijnWaalpad, de fietssnelweg tussen Arnhem en Nijmegen loopt gedeeltelijk door het park. Ten noorden van Elst vormt de wandel- en fietsbrug Hoge Noot de verbinding tussen de door de spoorlijn Arnhem - Nijmegen gescheiden delen van het park. De A325 doorkruist het noordelijke deel en begrenst het middelste en een stuk zuidelijk deel van het park. De A15 doorkruist het park, evenals de Betuweroute. De stations Arnhem-Zuid, Elst en Nijmegen-Lent zijn op 1 tot 2 km van het park gelegen.

## Afbeeldingen

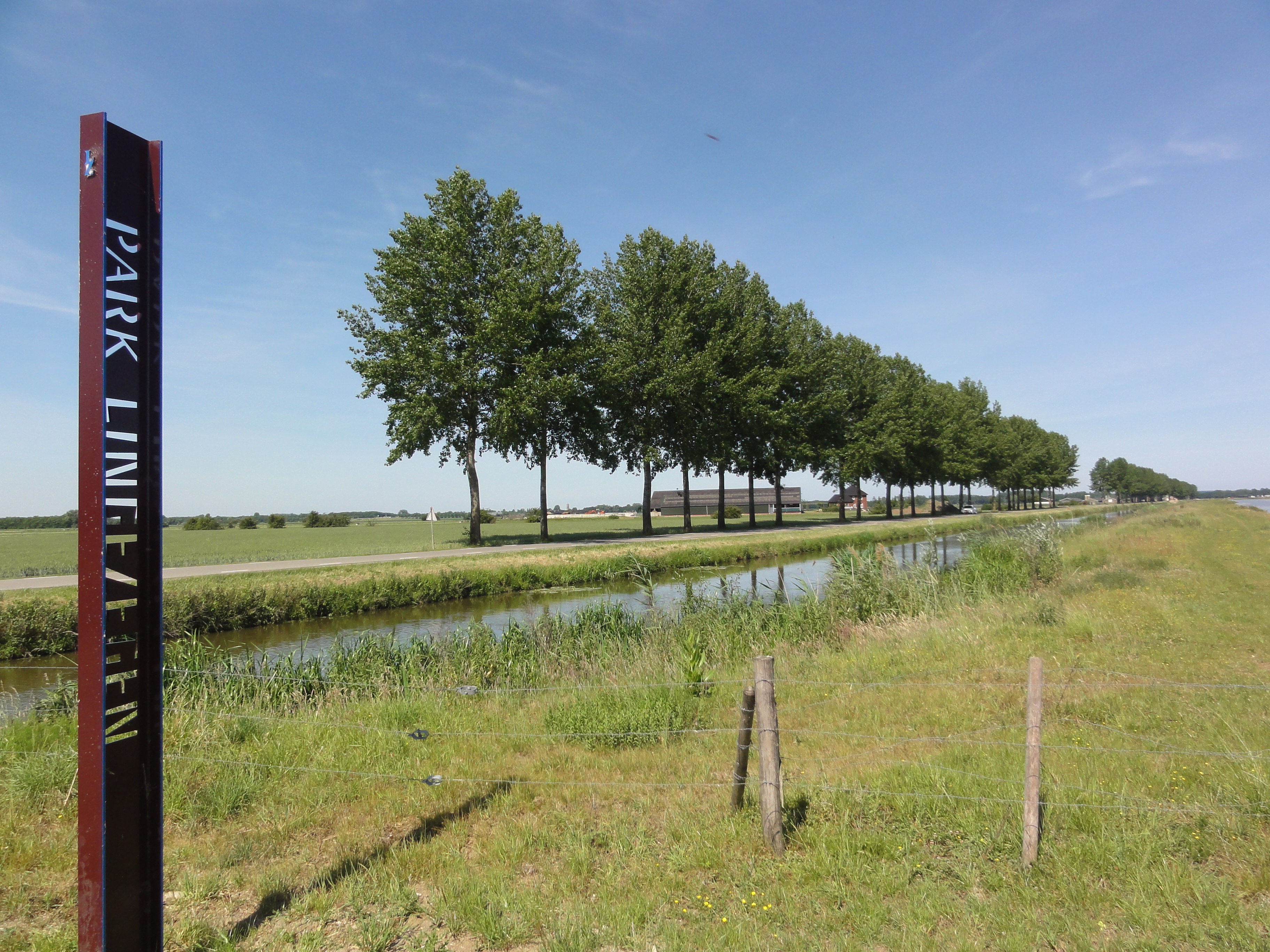
Wetering de Linge in Park Lingezegen
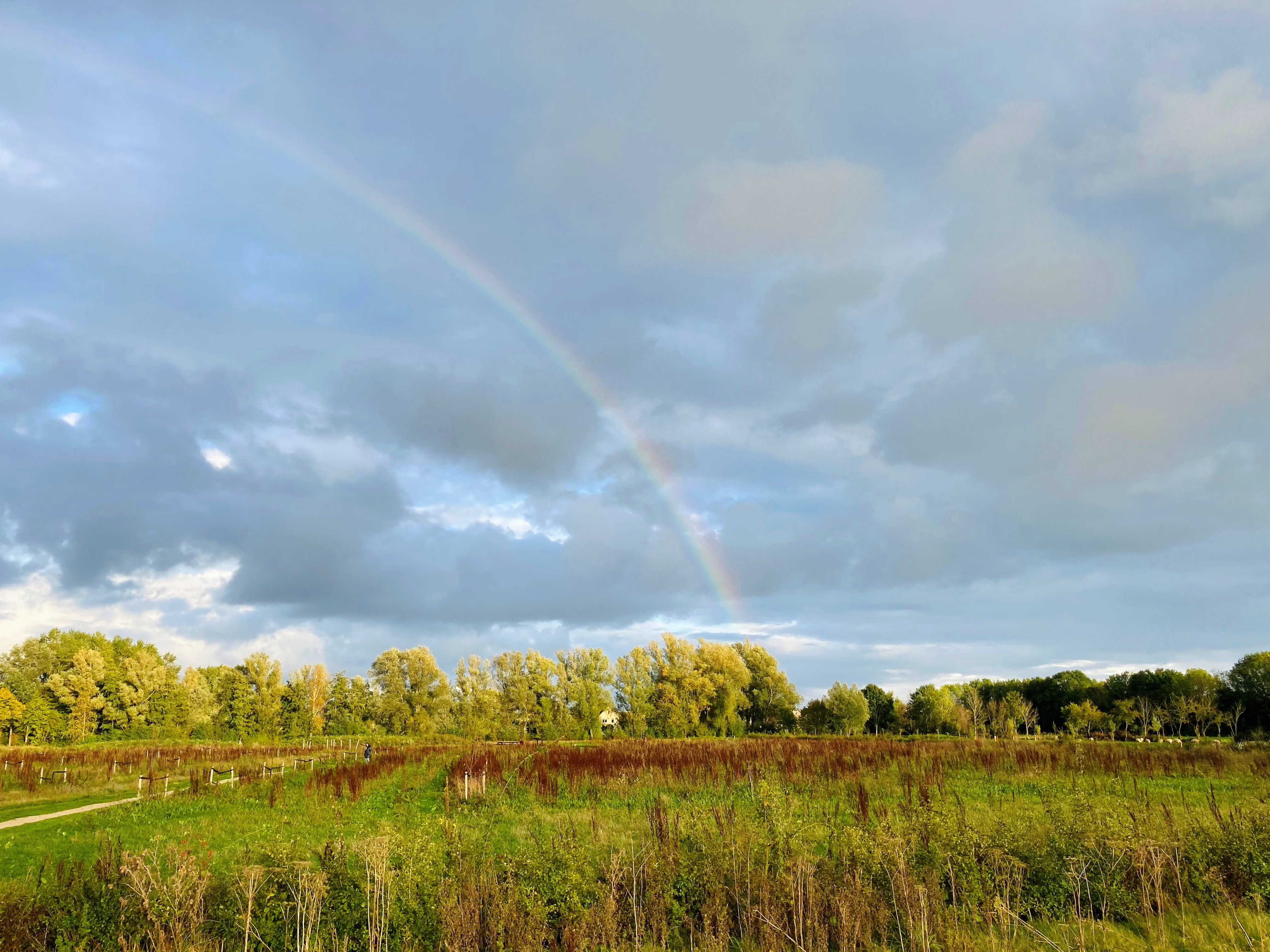
Het Plaksche Veld in het noorden van Bemmel
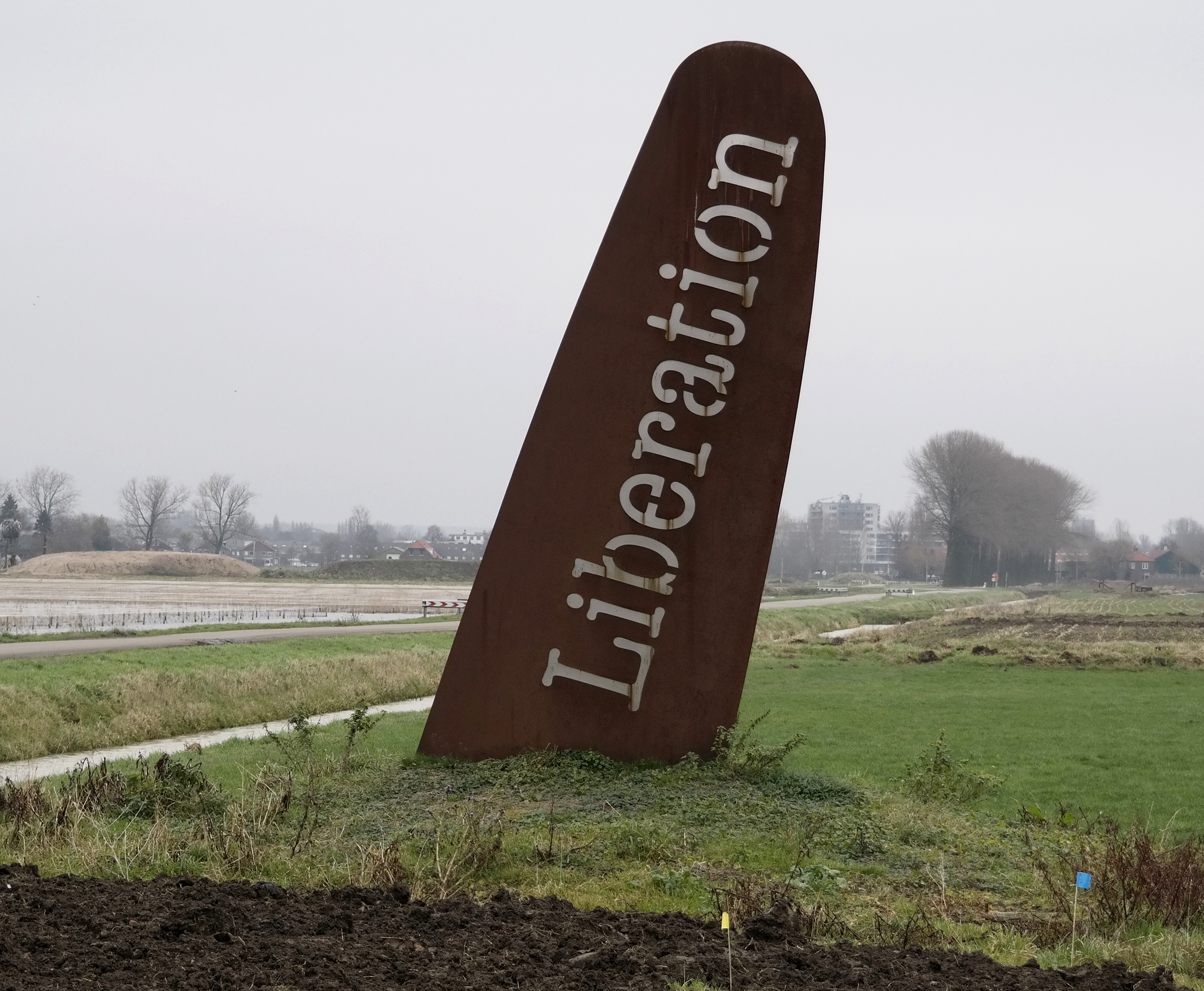
Monument voor Market Garden
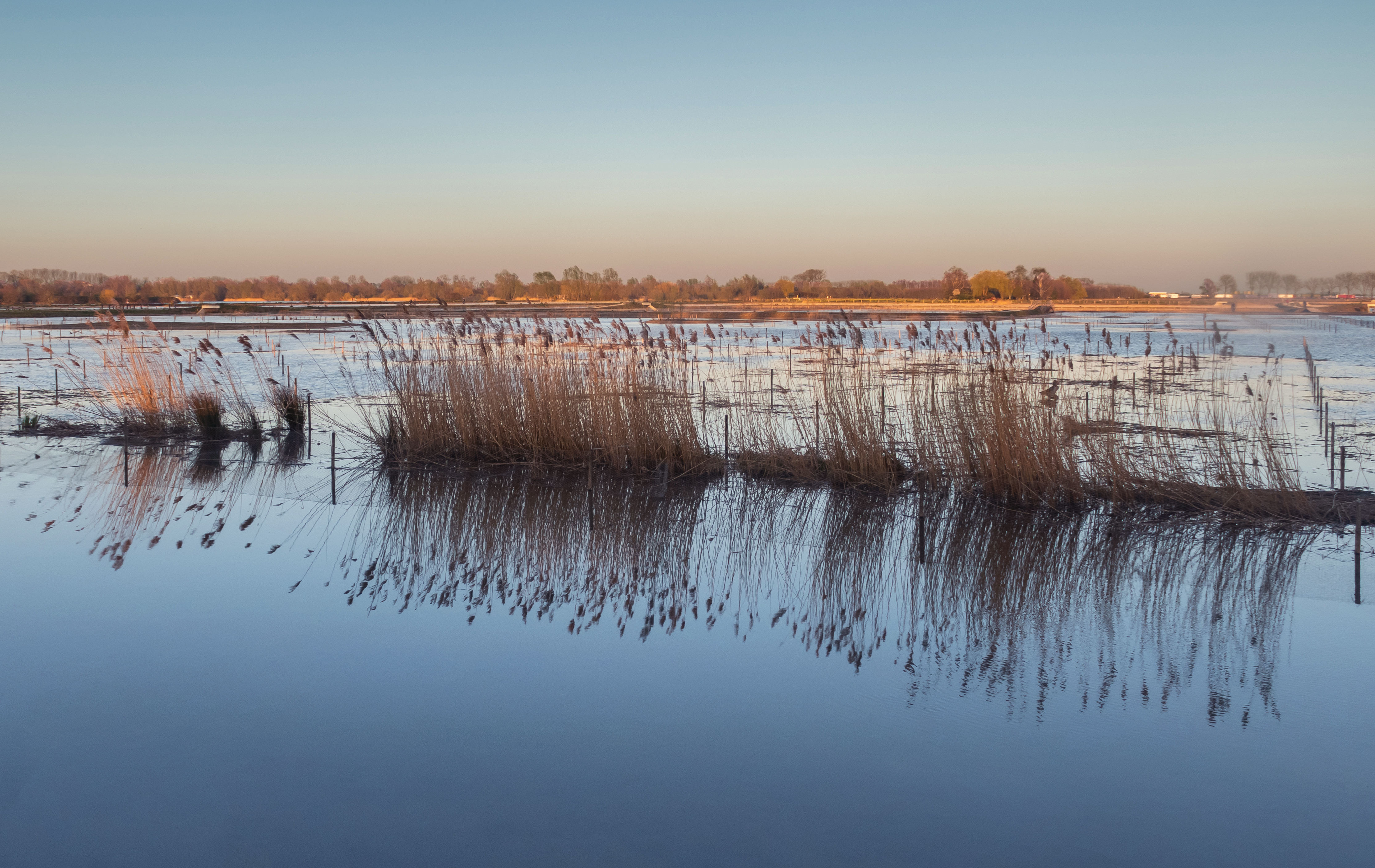
Het Waterrijk tussen Elst en Arnhem-Zuid
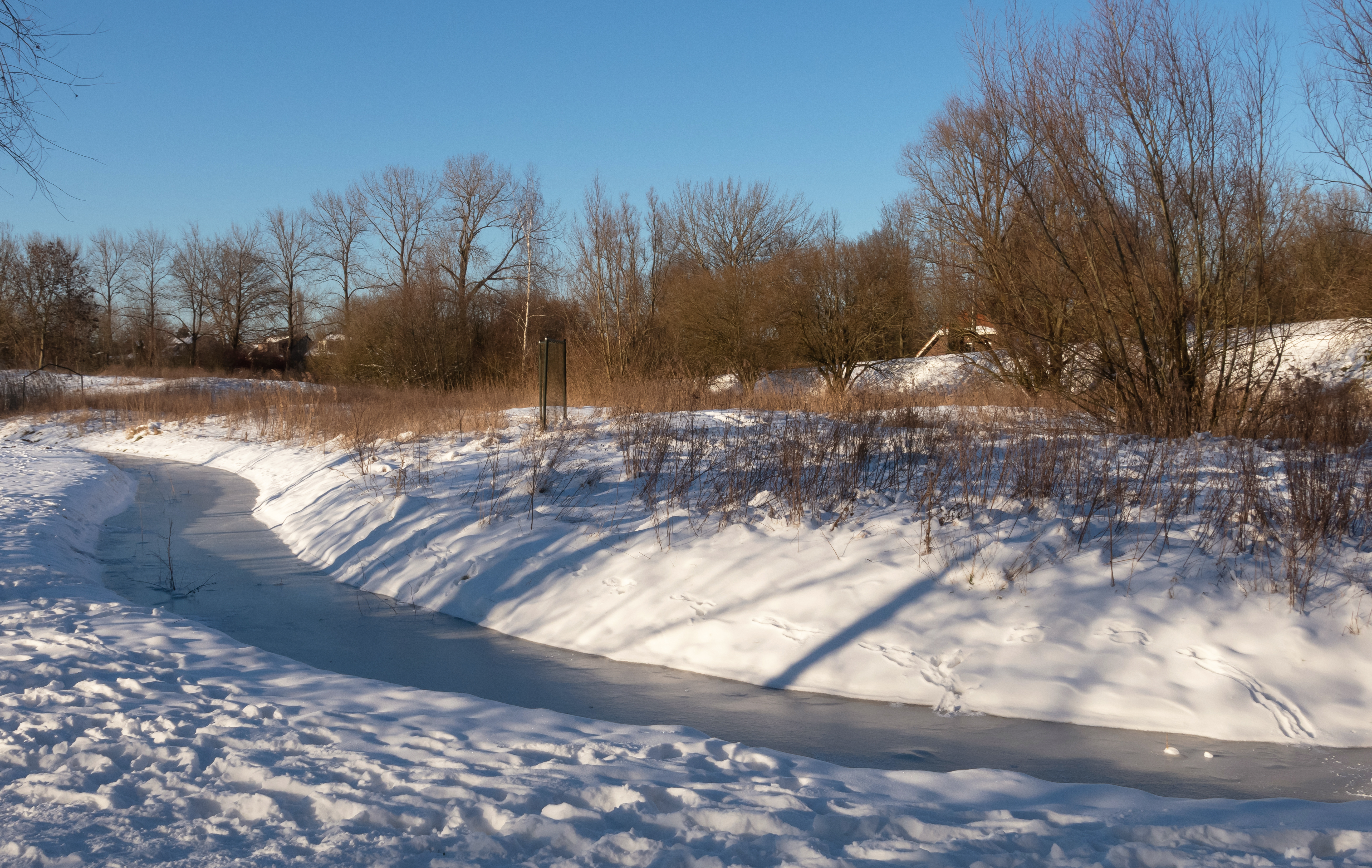
Kronkels in de sneeuw bij het viaduct over de snelweg
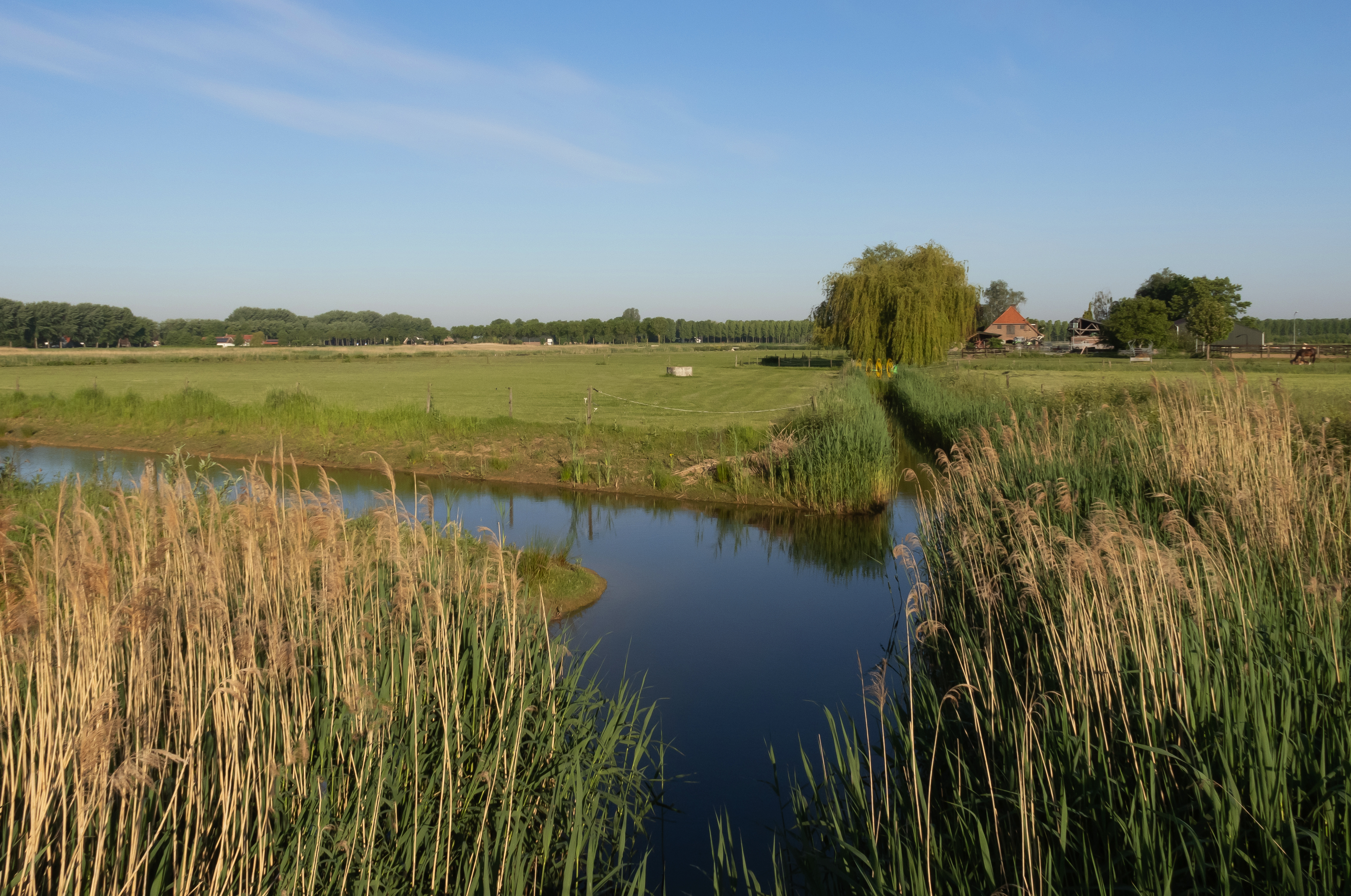
Boerderij met sloot en riet (tussen Arnhem-Zuid en Elst)
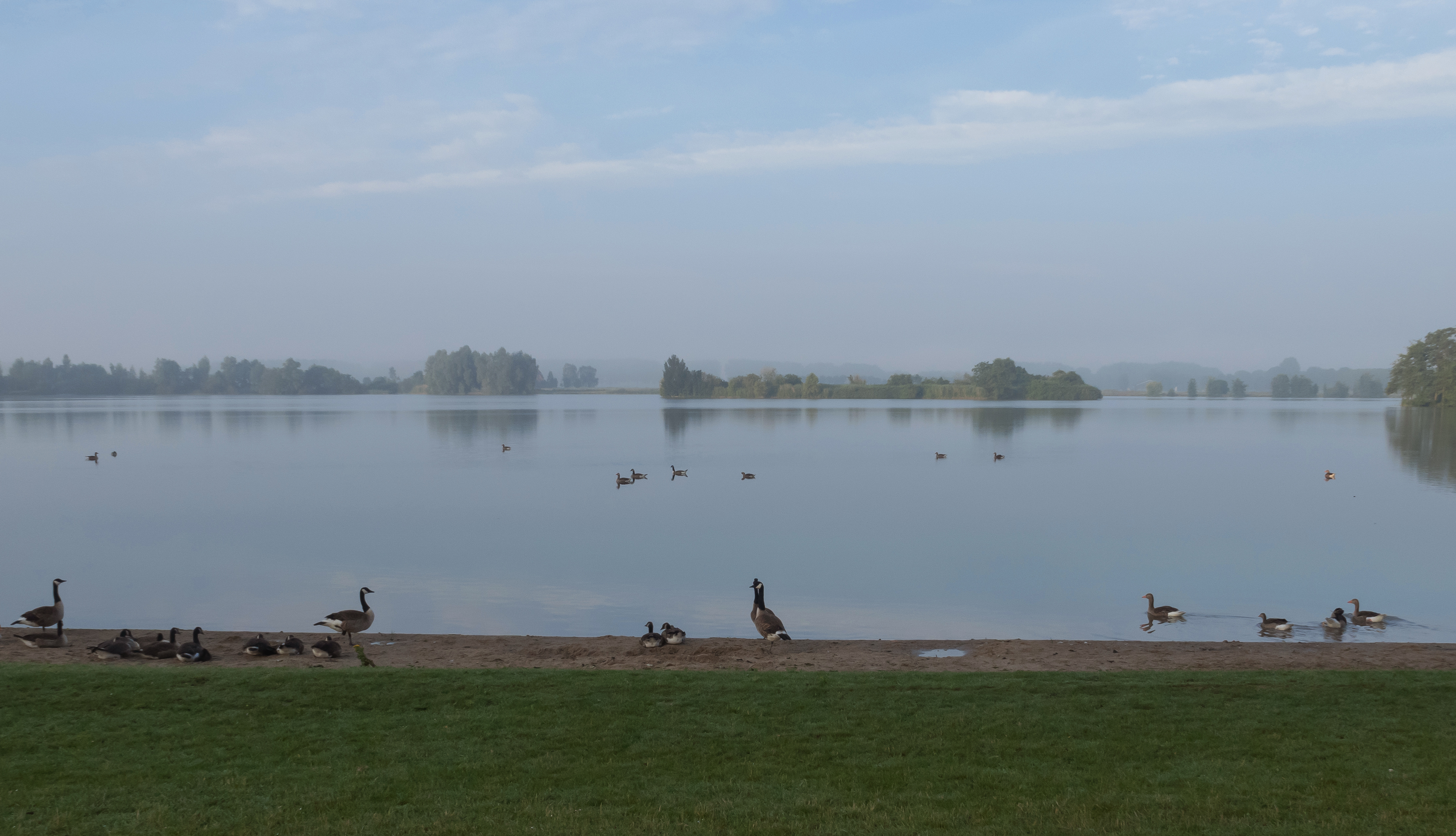
Ganzen bij de westelijke Rijkerswoerdse Plas
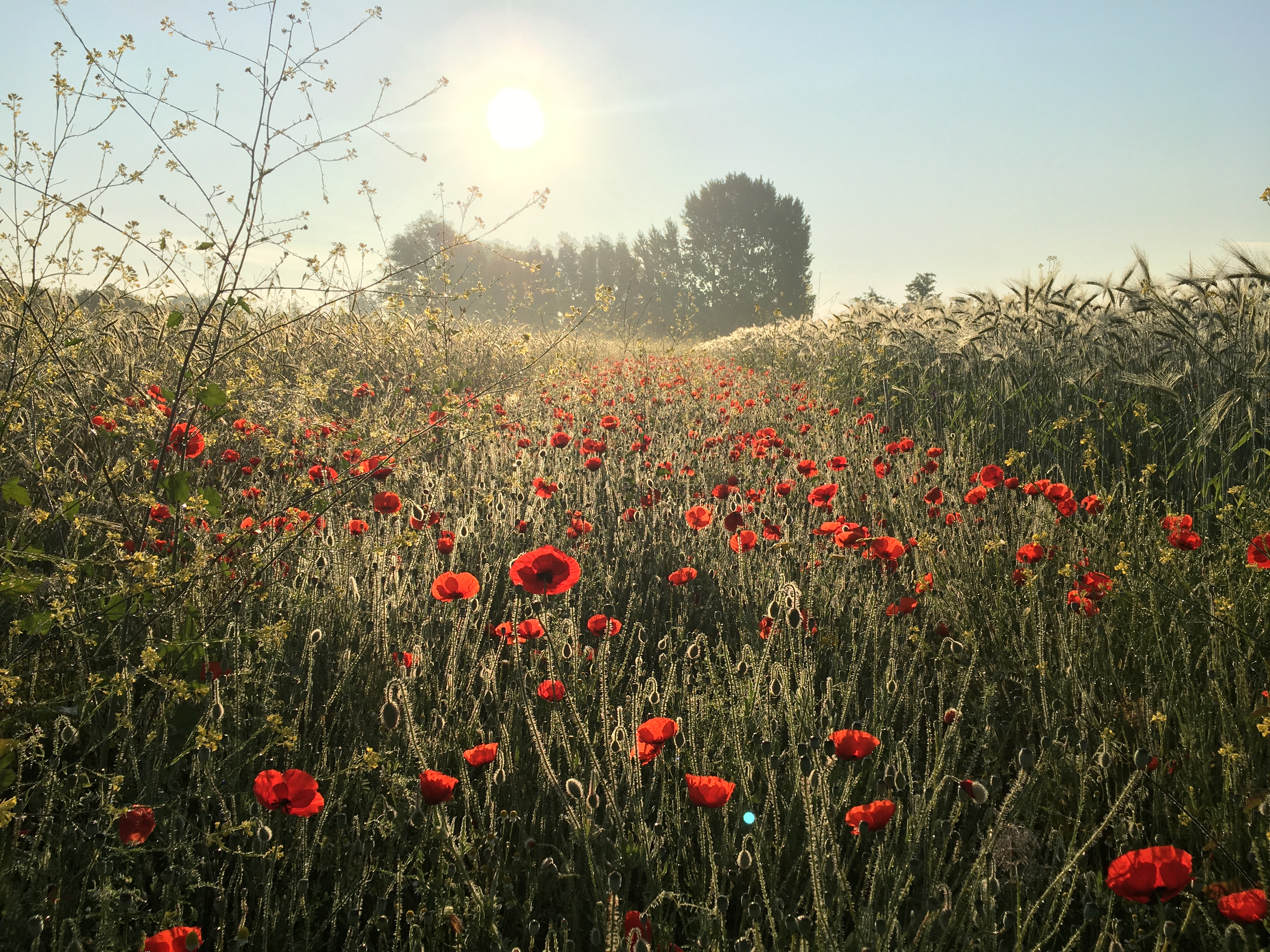
Akkerreservaat op Landgoed Doornik
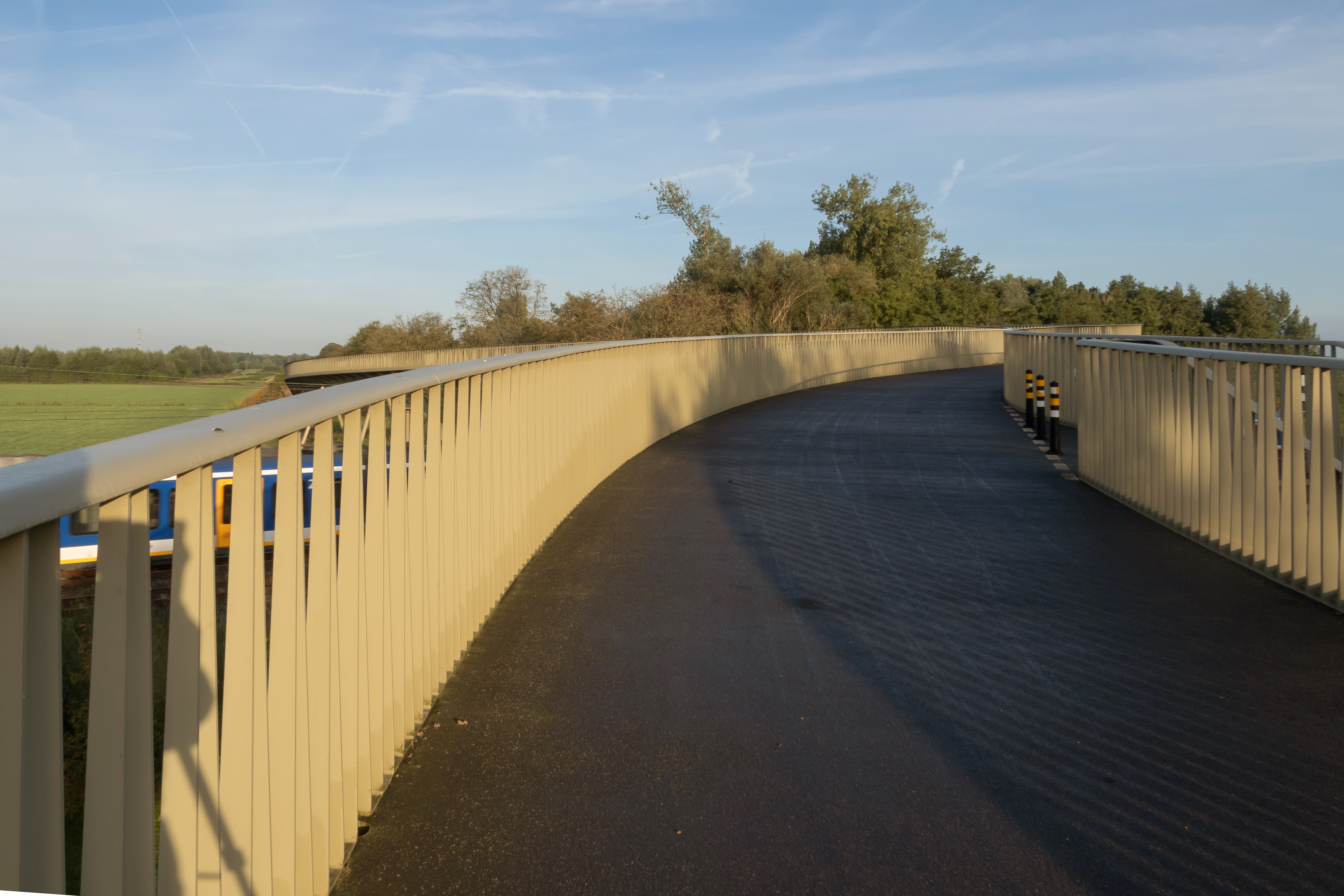
Vanaf de Notelaanbrug (wandel-en fietsbrug)
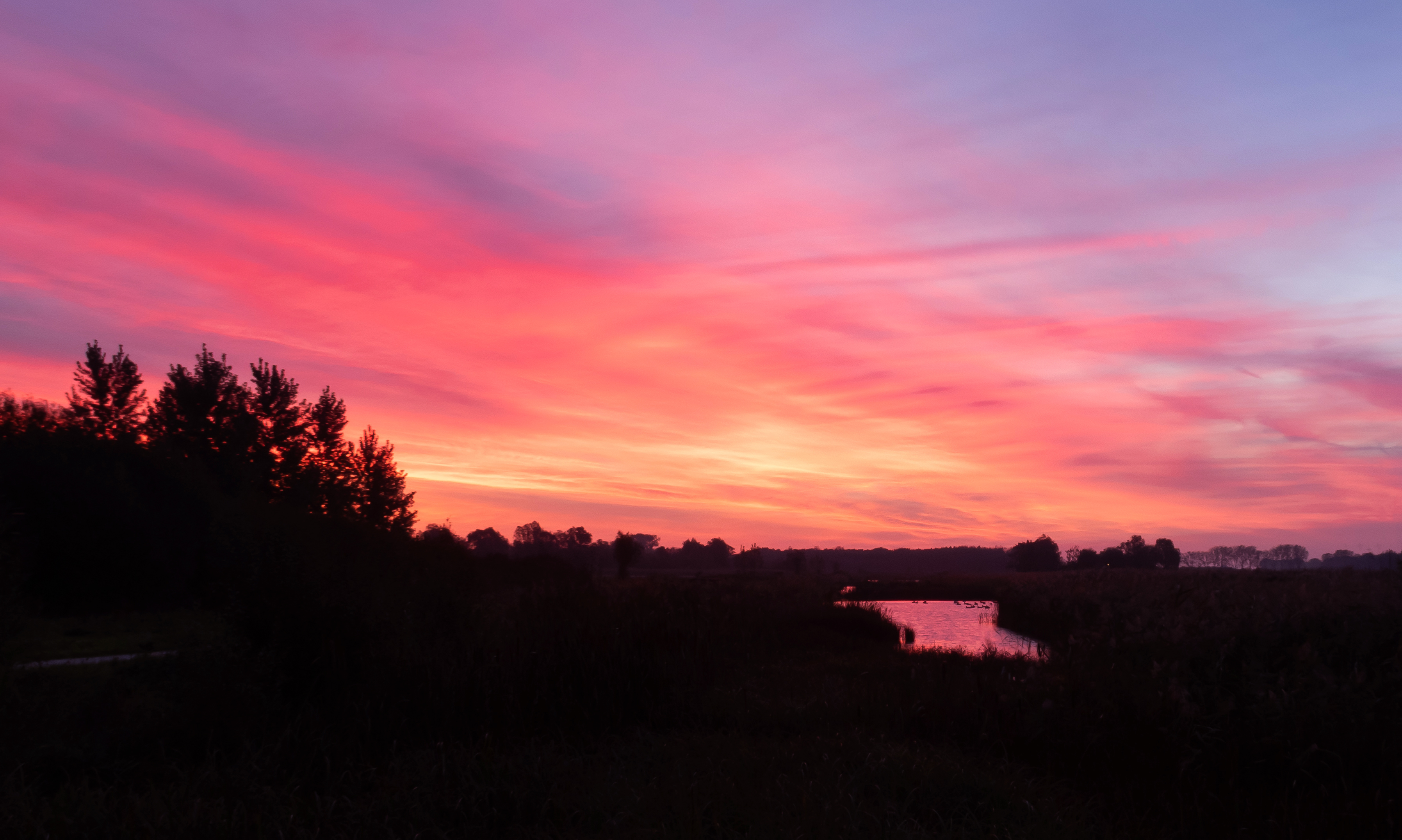
Zonsopkomst in Park Lingezegen